# Isabel Vicente Ferreira
Isabel Ferreira (Luanda, 24 de mayo de 1958) es una escritora, poetisa y abogada de Angola, siendo además guerrillera del Movimiento Popular de Liberación de Angola.
Se graduó en Derecho en Luanda, Angola, cursando además estudios en la Escuela de Teatro y Cine en Amadora, Portugal. Ejerció leyes en Huila y Luanda, pero nunca ha abandonado la escritura. Es conocida por libros tales como Laços de Amor (1995), Caminhos Ledos (1997), Nirvana (2004) y Remando Daqui (2005). Forma parte de la Unión de Escritores Angolanos, la Unión de Artistas y Compositores Angolanos y la Sociedad Portuguesa de Autores.

## Obras
- Laços de Amor (poesía, 1995)
- Caminhos Ledos (poesía, 1996)
- Nirvana (poesía, 2004)
- À Margem das Palavras Nuas (poesía, 2007)
- Fernando daqui (novela, 2007)
- O Guardador de Memórias